# Inge Molendijk
Inge Molendijk est une joueuse néerlandaise de volley-ball née le 9 décembre 1992 à Dinkelland. Elle mesure 1,87 m et joue au poste de passeuse. Elle totalise 3 sélections en équipe des Pays-Bas.

## Clubs
| Club               | De        | À         |
| ------------------ | --------- | --------- |
| HAN Volleyball     | 2008-2009 | 2008-2009 |
| VV Set-Up'65       | 2009-2010 | 2009-2010 |
| VV Alterno         | 2010-2011 | 2010-2011 |
| Sliedrecht Sport   | 2011-2012 | 2013-2014 |
| Istres OPVB        | 2014-2015 | 2014-2015 |
| Vandœuvre Nancy VB | 2015-2016 | 2015-2016 |
| Sliedrecht Sport   | 2016-2017 | 2016-2017 |
| VV Set-Up'65       | 2017-2018 | 2017-2018 |
| VV Apollo 8        | mars 2019 | mai 2019  |

## Palmarès
- Championnat des Pays-Bas
  - Vainqueur : 2012, 2013, 2017.
  - Finaliste : 2014.
- Coupe des Pays-Bas
  - Vainqueur : 2012.
  - Finaliste : 2017.
- Supercoupe des Pays-Bas
  - Vainqueur : 2013.
  - Finaliste : 2012.